# Kaiserpokal 1924
Der Kaiserpokal 1924 war die vierte Ausgabe des Kaiserpokals, des höchsten japanischen Fußballpokalwettbewerbs. Sieger des Wettbewerbs waren die Rijo Club.

## Ergebnisse

### Halbfinale
|                  | Ergebnis |                        |
| ---------------- | -------- | ---------------------- |
| Nagoya Shukyudan | 1:4      | All Mikage Shihan Club |
| Rijo Club        | 3:0      | All Toshima Shukyudan  |

### Finale
|                        | Ergebnis |           |
| ---------------------- | -------- | --------- |
| All Mikage Shihan Club | 0:1      | Rijo Club |